# Gigekonomi

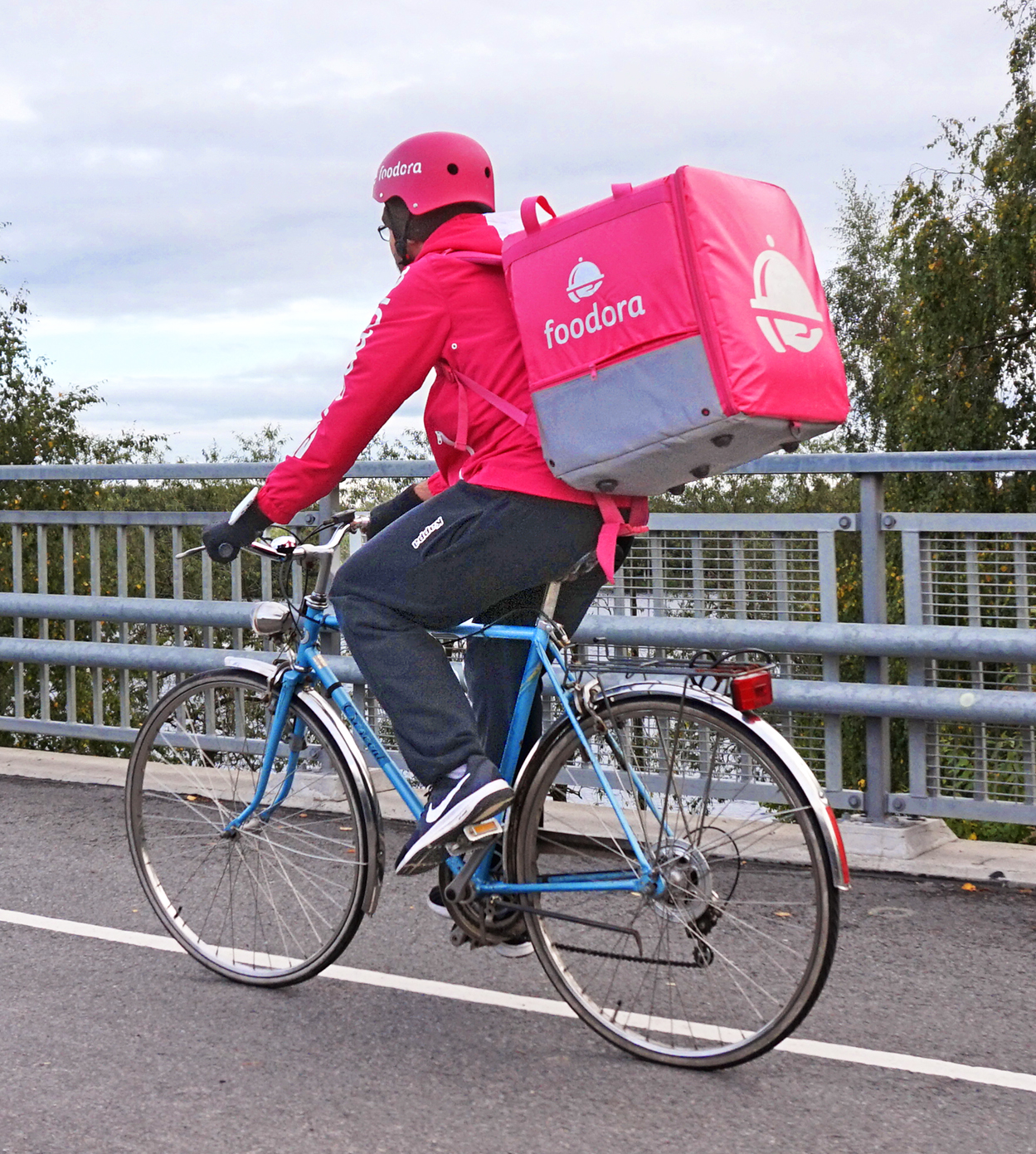
Cykelbud som arbetar för Foodora

Gigekonomi är ett begrepp som beskriver en tendens på arbetsmarknaden sedan 2010-talet där fasta anställningar ersätts med tillfälliga jobb, så kallade gig. Arbetet är organiserat i enskilda arbetsuppgifter, där den som utför dem får betalt per avslutat uppdrag.
Termen gig är lånad från musikbranschen, där den refererar till spelningar. Gigekonomin definieras ibland som en del av delningsekonomin, där det som delas antingen kan vara materiella tillgångar som bilar eller lokaler, eller immateriella tillgångar som arbetskraft. Kritiker har menat att delningsaspekten är ett sätt för företagen att överföra egna kostnader på den som arbetar för dem.

## Bakgrund
Gigekonomins uppkomst har kopplats till avindustrialisering och en växande tjänstesektor, där vinster för företag i allt högre grad hänger samman med ökande osäkerhet på arbetsmarknaden. Gigföretagens affärsmodeller har möjliggjorts dels genom nyliberal avregleringspolitik och dels genom framväxten av digital plattformsteknologi och plattformskapitalism.

## Beskrivning
Några av gigekonomins kännetecken är att arbete ofta sker genom en mobilapplikation, att den som arbetar för företaget betygsätts och att den som arbetar själv måste stå för de redskap eller fordon som krävs för att utföra arbetet. Den som tar uppdragen kan kallas giggare eller gigarbetare. Något annat som kännetecknar gigekonomin är att den ofta utgår från ett trepartsförhållande mellan kund och egenanställda arbetare, med ett företag som tar ut en summa av arbetarens lön för att förmedla kontakten. Gigekonomins förespråkare menar ofta att det är kunden och inte företaget eller appen som ska betraktas som arbetsgivare, något som orsakat konflikter då personer som arbetat för Uber menat att det snarare är företaget som är att betrakta som arbetsgivare. I november 2019 dömdes Uber att betala miljarder i böter för att ha vägrat klassificera de som arbetat för företaget som anställda.
En litteraturstudie från 2017 undersökte alternativa arbetsformer och kom fram till att arbete kan vara flexibelt i olika dimensioner: anställningsförhållande, schema och plats. Gigjobb via digitala plattformar var den snabbast växande alternativa arbetsformen och innefattade ofta flexibilitet i alla tre dimensioner. De utförare som hade en positiv upplevelse av alternativa arbetsformer visade sig vara de som själva hade valt arbetsformen för att kunna ha ett mer flexibelt arbetsliv. Dessa utförare var generellt specialister och eftertraktade på arbetsmarknaden, vilket gav dem större inflytande över sina arbetsförhållanden. När flexibilitetens syfte istället är att skära ner på företags personalkostnader uppfattas inte de alternativa arbetsformerna lika positivt av utförarna. Osäkerheten minskar om arbetstagarna har eftertraktade kompetenser, och alternativa arbetsformer fungerar bättre för personer med större socialt kapital. Lågkvalificerade riskerar istället att få svårare att försörja sig och högre risk att bli utnyttjade på grund av den ökade maktklyftan.
Ett annat utmärkande drag för gigekonomin är att arbetet styrs genom algoritmer, så kallad algoritmisk arbetsledning eller algoritmisk styrning. Det innebär att arbetsledande funktioner är automatiserade, och styrs utan mänsklig inblandning. Istället för att en arbetsledare eller chef kontrollerar och övervakar arbetet, sker detta genom kontinuerlig datainsamling. Uber använder även algoritmer för att sätta pris och löner, något som företaget kallar dynamisk prissättning. Priserna- och lönerna sätts då baserat på data som samlas in genom plattformen, om exempelvis utbud och efterfrågan i realtid, konkurrenternas priser och data om förarnas arbetsprestationer och vilka uppdrag de accepterat tidigare. Det innebär att det priset kunden ser för resan är frikopplat från den ersättning som taxichauffören får. 

## Gigekonomin i Sverige
Hur många som i Sverige arbetar inom gigekonomin är omtvistat och spåras inte av SCB. Däremot mäts andelen som är bemanningsanställda och detta ligger runt 2 %. En studie från 2016 visade att 10 % av Sveriges befolkning mellan 16 och 65 någon gång arbetat inom gigekonomin, där inräknat både personer där tillfälliga arbeten utgör mer än hälften av ens inkomst och vice versa. Studien drar slutsatsen att för en liten del (2,8 % av studiens respondenter) av arbetarna utgör gigjobb deras största inkomstkälla.
Arbetslivsforskaren Johan Alfonsson menar att gigekonomin trots sin ringa storlek kan få betydande konsekvenser för arbetsmarknaden, i och med att de dåliga villkoren riskerar att spilla över till andra sektorer. Tendensen där andra delar av arbetsmarknaden antar drag från gigekonomin har kallats för uberisering eller gigifiering.
En enkätundersökning hösten 2016 med drygt 7000 svarande visade att de flesta som tar uppdrag via digitala plattformar arbetar i snitt 10 timmar per månad eller mindre (60 %). Vissa arbetar dock betydligt mer och för 14 % av gigjobbarna svarade den här typen av uppdrag för hälften av inkomsten eller mer. En större andel utrikes födda hade försökt få uppdrag via en digital plattform än andelen födda i Sverige, däremot kunde endast svenskspråkiga svara på enkäten eftersom den inte fanns på andra språk.
Gigjobben har lyfts fram av bland annat Timbro som en möjlig dörröppnare till arbetsmarknaden för nyanlända. En studie från IFAU visar dock att ett gigjobb på cv:t inte spelar någon roll för hur ofta personer med arabiskklingande namn blir kontaktade av arbetsgivare.
Företag inom gigekonomin i Sverige har återkommande kritiserats för att sakna kollektivavtal och använda "falska egenanställningar" som ett sätt att kringgå ansvar.

### Företag
Några gigföretag som är aktiva i Sverige är Uber, Tiptapp och Foodora.

### Organisering inom gigekonomin
Den fackliga organisationsgraden bland gigarbetare är i allmänhet mycket låg. I februari 2021 tecknade Foodora kollektivavtal med Transportarbetareförbundet, vilket gjorde dem till det första gigföretaget i Sverige med kollektivavtal. Strax efter att avtalet tecknats framkom att en stor andel av buden på företaget var anställda genom en tredje part, vilket innebar att dessa inte omfattades av avtalet. Några månader senare rapporterade SVT att andelen som anställts i sidobolag växt sedan avtalet tecknades, och att de nu omfattade runt hälften av arbetsstyrkan.
Organisering har även förekommit utanför de traditionella fackförbunden. 2020 organiserade sig ett antal cykelbud på Foodora i gruppen Riot, för att kräva förbättringar av arbetsvillkoren. Även taxichaufförer som arbetar för appar som Uber och Bolt har organiserat sig inom taxisyndikatet Taxiunionen. Vintern 2022-23 arrangerade Taxiunionen, protester utanför företagens kontor och utanför riksdagen. Utöver det har Taxiunionen skapat den kooperativa appen Fair Taxi.
I Sverige är organisationen Gigwatch sedan 2019 verksam med att bevaka och opinionsbilda kring gigekonomin. Bland annat har Gigwatch kritiserat Foodoras kollektivavtal med Transportarbetareförbundet som tecknades i november 2021. Föreningen uppmärksammade att avtalet endast gällde delar av Foodoras anställda och att företagen flyttat över bilbuden till systerbolaget Delivery Hero. Avtalet gällde därmed endast cykel- och mopedbuden, medan bilbud och anställda på företags matlager inte inkluderades.

## Kritik
Gigekonomin har kritiserats av fackföreningar och andra organisationer, bland annat i och med den modell med "falska egenanställningar" som flera av företagen använder sig av, där de som arbetar genom apparna när som helst kan förlora jobbet samtidigt som de inte åtnjuter de möjligheter att själva bestämma över sitt arbete som egenanställda traditionellt haft. Expressens Valerie Kyeyune Backström har argumenterat för att gigekonomin går att jämföra med daglöneri. Gigekonomin har också kritiserats för att sätta den svenska modellen ur spel, i och med klassificeringen av gigarbetare som egenanställda gör det svårare för fackföreningar att teckna kollektivavtal.
Uppdragsgivare som kräver att arbetstagare ska driva egen verksamhet för att de ska få utföra uppdrag, fastän de egentligen borde räknas som anställda, skapar så kallade ”falska egenföretagare” eller ”dolda anställningar”. Arbetsuppgifterna kan i sådana fall vara desamma som anställda annars utför och arbetstagaren kan vara helt beroende av en enda uppdragsgivare för sin inkomst, men med svagare arbetsrättsligt skydd än om personen hade varit anställd.
Detta har underlättats genom ändringar i inkomstskattelagen (1999:1229) som började gälla 2009. Näringsbegreppet justerades i 13 kap. 1 § så att även den som har en enda eller några få uppdragsgivare kan få F-skattsedel. Regeringen gav i uppdrag åt Skatteverket 2013 att utvärdera effekterna av förändringen och fastän de slog fast att effekterna var små framkom även att det finns en tendens att företag i högre grad ger uppdrag till personer med F-skatt, alltså egna företagare, istället för att låta anställda utföra dem. 
2019 lanserade rapparen Linda Pira appen Workish som förmedlar gig-jobb. Appen möttes snabbt av kritik, framförallt på sociala medier, för att bidra till lönedumpning, inte ta ansvar för om användarna betalar skatt och för bristande ansvar för användarnas arbetsvillkor.